# Sainte-Anne-d'Auray
Sainte-Anne-d'Auray è un comune francese di 2 400 abitanti situato nel dipartimento del Morbihan nella regione della Bretagna.

## Società

### Evoluzione demografica
Abitanti censiti